# Amegilla karakumensis
Amegilla karakumensis är en biart som först beskrevs av Gussakovsky 1935.  Amegilla karakumensis ingår i släktet Amegilla och familjen långtungebin. Inga underarter finns listade i Catalogue of Life.